# 库里诺
库里诺（義大利語：Curino），是意大利比耶拉省的一个市镇。总面积21平方公里，人口465人，人口密度22.1人/平方公里（2009年）。ISTAT代码为096023。